# 分布式变频二级泵技术
分布式变频二级泵技术是将传统的区域供热系统水循环动力重新优化的技术，系統中會有分佈式的變頻器和泵，适用于改造传统的直供或间供系统，方便热网平衡调节，起节能作用。